# Elliott Smith (musikalbum)
Elliott Smith är singer-songwritern Elliott Smiths andra soloalbum. Det släpptes den 21 juli 1995, på CD och LP.

## Låtlista
Alla låtar skrivna av Elliott Smith.
1. "Needle in the Hay" – 4:16
2. "Christian Brothers" – 4:30
3. "Clementine" – 2:46
4. "Southern Belle" – 3:06
5. "Single File" – 2:26
6. "Coming Up Roses" – 3:10
7. "Satellite" – 2:25
8. "Alphabet Town" – 4:11
9. "St. Ides Heaven" – 3:00
10. "Good to Go" – 2:24
11. "The White Lady Loves You More" – 2:24
12. "The Biggest Lie" – 2:39

- Alla låtar spelades in i januari och februari 1995, förutom "Needle in the Hay" och "Alphabet Town" som spelades in i september 1994.